# Desierto del Ryn
El desierto del Ryn o desierto Ryn-Peski (del ruso: Рын-пески); en kazajo: Нарын-Құм, es un desierto localizado en la zona más al este de Europa, en el oeste de Kazajistán y el sureste de la república rusa de Kalmukia, en el norte del mar Caspio y el sureste de las tierras altas del Volga. Las fronteras del desierto están muy vagamente definidas. Algunos mapas muestran el desierto, casi en su totalidad dentro de la depresión del Caspio, que se extiende casi hasta la costa del mar Caspio, mientras que otros se muestran al norte de la depresión. Independientemente de los límites, este desierto es uno de los pocos de Europa. Se encuentra al oeste del río Ural entre los 46-49° de latitud Norte y 47-52° de longitud Este. Las temperaturas pueden alcanzar niveles extremos de 45 a 48 °C durante el verano y en invierno puede bajar a una mínima de -28 a -36 °C.
Pueblos pequeños se encuentran dispersos en el desierto de Ryn, y la densidad de población es entre 1 y 15 personas por milla cuadrada. El Ryn se encuentra en una zona de clima semiárido, y recibe muy poca lluvia.
Altos vientos barren a través del desierto, de hecho en 2001 una tormenta de polvo en el mar Báltico se determinó como originario del desierto de Ryn. Se realizó un estudio del transporte de polvo a largo plazo para la región del mar Báltico mediante el análisis de la contaminación por polvo en los países escandinavos, y mostró que las concentraciones de aerosoles que fueron afectados más por la región del Desierto Ryn que el desierto del Sahara en África.

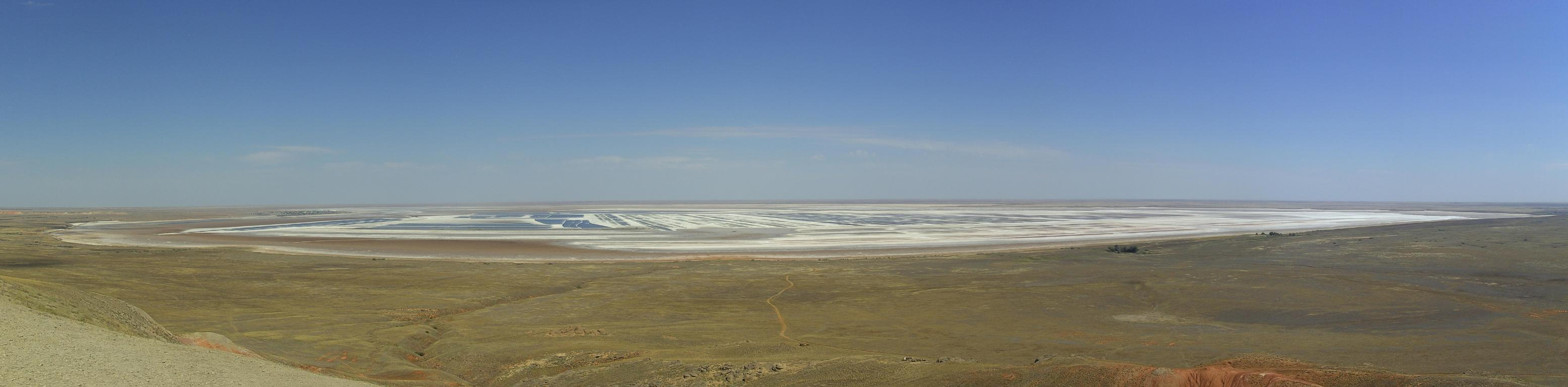
Típico paisaje del desierto del Ryn.

- Datos: Q1358976